# 長者原サービスエリア

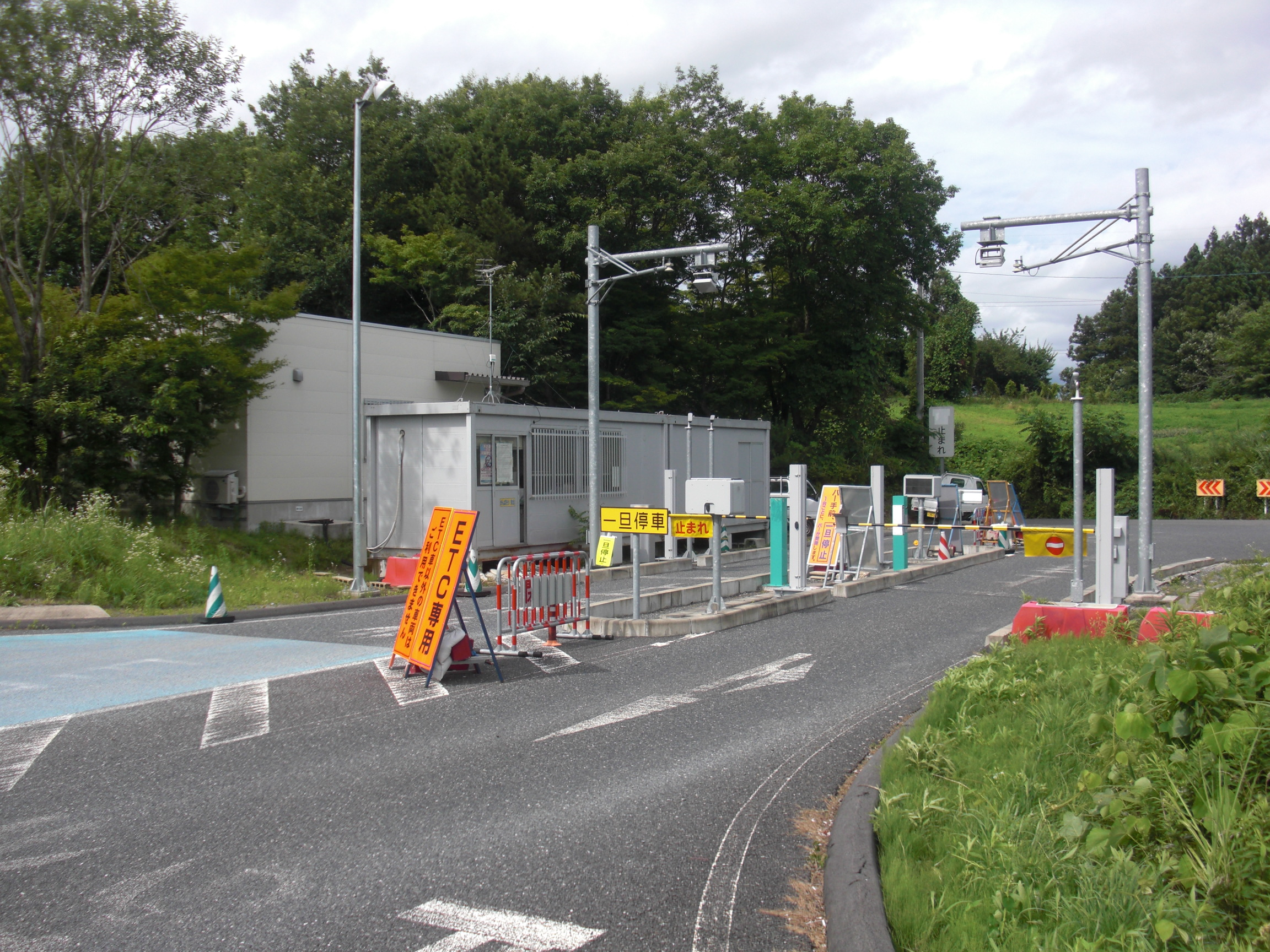
長者原スマートインターチェンジ（上り線出口）

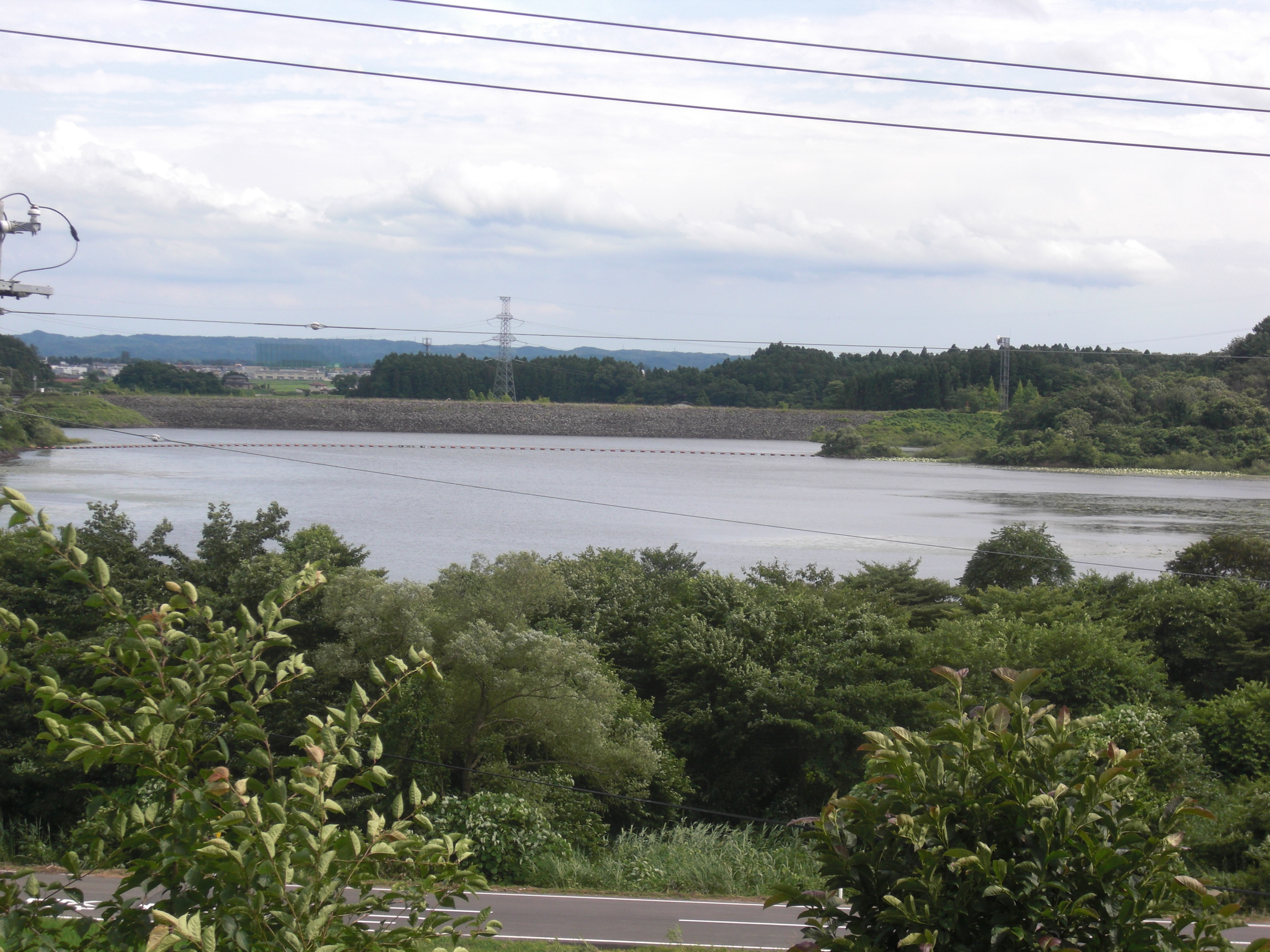
長者原サービスエリア上り線から望む化女沼

長者原サービスエリア（ちょうじゃはらサービスエリア）は、宮城県大崎市古川宮沢にある、東北自動車道のサービスエリア。長者原スマートインターチェンジを併設する。宮城県域の東北自動車道で唯一のサービスエリア。
ラムサール条約登録湿地である化女沼（けじょぬま）に隣接しており、エリア内には化女沼を眺める広場がある。

## 沿革
- 1977年（昭和52年）11月15日 : 古川IC - 築館IC開通に伴い開設。
- 2004年（平成16年）12月24日 : スマートIC社会実験開始。
- 2006年（平成18年）10月1日 : スマートICの恒久施設移行。
- 2014年（平成26年）12月20日 : 6:00よりスマートICの24時間運用開始。

## 施設

### 上り線（仙台・福島方面）
- 管理：ネクスコ東日本エリアトラクト[2]
- 運営：グリーン・グリーン[3]
- 駐車場[3]
  - 大型 34台
  - 小型 125台
  - 身障者用
    - 小型 1台
- トイレ[3]
  - 男性 大6（和式1・洋式5）・小13
    - オストメイト対応設備が設置されている[4]。

  - 女性 21（和式8・洋式13）
    - オストメイト対応設備が設置されている[4]。
    - 同伴の男児用 1

  - 身障者用 1
- 給油・給電
  - ガソリンスタンド（ENEOS（カメイ）、24時間）[3]
  - 給電スタンド（24時間）[3]
- 軽食・カフェ・レストラン
  - レストラン伊達（11:00～20:00）[3]
  - テイクアウトコーナー「長者の茶屋」（9:00～17:00）[3]
  - フードコート「長者亭」（24時間）[3]
- ショッピングコーナー（24時間）[3]
- 生活・暮らし
  - 自動販売機
  - E-NEXCO Wi-Fi SPOT
  - 郵便ポスト
- 休憩・宿泊
  - 宿泊施設「E-NEXCO LODGE」旅籠屋長者原SA店[3][5]
  - パウダーコーナー
  - 喫煙所
- 自動体外式除細動器（AED）
- 車椅子無料貸し出し（24時間）
- 高速道路サービス・ETC
  - サービスエリア・コンシェルジェ（平日 8:30～19:00・土日祝 8:30～19:00）
  - ハイウェイ情報ターミナル
  - ウォークインゲート[3]
  - スマートIC
    - 入口・出口利用共にすべての施設利用可

  - ETC履歴プリンタ（24時間）
  - ハイウェイスタンプ（24時間）
- ペット[3]
  - ドッグラン
  - ペット施設（水のみ場、排泄物用ごみ箱）

### 下り線（盛岡・青森方面）
- 管理：ネクスコ東日本エリアトラクト[2]
- 運営：(株)鳴子観光ホテル[6]
- 駐車場[6]
  - 大型 47台
  - 小型 95台
  - 身障者用
    - 小型 1台
- トイレ[6]
  - 男性 大6（和式1・洋式5）・小13
    - オストメイト対応設備が設置されている[4]。

  - 女性 21（和式8・洋式13）
    - オストメイト対応設備が設置されている[4]。
    - 同伴の男児用1

  - 身障者用 1
- 給油・給電
  - ガソリンスタンド（ENEOS（ENEOSフロンティア）、24時間）[6][7]
  - 給電スタンド（24時間）[6]
- 軽食・カフェ・レストラン
  - レストラン「冠舌屋」【平日】11:00～15:00及び18:00～20:00（4-11月）、【平日】11:00～15:00（12-3月）、【土日祝】11:00～20:00[6]
  - テイクアウトコーナー「うめぇがすと」（10:00～17:00）[6]
  - フードコート（24時間）[6]
- ショッピングコーナー（24時間）[6]
- 生活・暮らし
  - 自動販売機
  - E-NEXCO Wi-Fi SPOT
  - 郵便ポスト
- 休憩
  - パウダーコーナー
  - 喫煙所
- 自動体外式除細動器（AED）
- 車椅子無料貸し出し（24時間）
- 高速道路サービス・ETC
  - サービスエリア・コンシェルジェ（平日 8:30～19:00・土日祝 8:30～19:00）
  - ハイウェイ情報ターミナル
  - ウォークインゲート[6]
  - スマートIC
    - 入口利用の場合すべての施設利用不可
    - 出口利用の場合すべての施設利用可

  - ETC履歴プリンタ（24時間）
  - ハイウェイスタンプ（24時間）
- ペット[6]
  - ドッグラン
  - ペット施設（水のみ場、排泄物用ごみ箱）

## 長者原スマートインターチェンジ
長者原スマートインターチェンジ（ちょうじゃはらスマートインターチェンジ）は宮城県大崎市古川宮沢にある長者原サービスエリア併設のスマートインターチェンジ（SIC）である。
2004年（平成16年）12月24日に社会実験として運用開始（6:00～22:00）、2006年（平成18年）10月1日から本格稼働した。平成26年12月20日より24時間運用が開始されている。
利用可能車種はETC搭載の全長12メートルまでの車種で24時間運用。上下線両方向ともに出入可となっている。
上り線、下り線とも大崎市道へ接続するが、宮城県道266号化女沼公園線が至近を通っており、国道4号方面等へアクセスできる。
沿線の自治体や関係機関による長者原スマートIC地区協議会が組織されており、安全・円滑な交通確保、コスト縮減、利用者増に向けた取組が協議・実施されている。

## 隣
- E4 東北自動車道
  - (31)古川IC - (31-1)長者原SA/スマートIC - (32)築館IC